# ياستين خيمينيز
ياستين فابيولا خيمينيز دونوسو (من مواليد 17 أكتوبر 2000) هي لاعبة كرة قدم تشيلية تلعب كلاعبة خط وسط لفريق كولو كولو والمنتخب التشيلي النسائي.